# Озол, Юрий Карлович
Юрий Карлович Озол (13 октября 1923 года, Москва — 13 октября 1942 года, деревня Орешковичи, Белорусская ССР) — советский военнослужащий, погиб в годы Великой Отечественной войны.

## Биография
Родился в семье латышского стрелка Карлиса Озолса (1897—1944). Мать — Мария (Марта) Сергеевна Насонова (1902—1981).
Учился в московской средней школе № 465. Жил в Потаповском переулке, д. 9/11. Был «ворошиловским стрелком». С началом Великой Отечественной войны Юрий подал заявление в военкомат с просьбой призвать в РККА, но как несовершеннолетний получил отказ.
Призван в октябре 1941 года. Зная немецкий, работал переводчиком, участвовал в допросах пленных. Затем техник-интендант 2-го ранга стал разведчиком-диверсантом ГРУ в воинской части 9903 под командованием Артура Спрогиса.
В августе 1942 года заброшен в тыл немецко-фашистских войск, в Белоруссию. Участвовал во многих партизанских операциях (диверсия на железной дороге у станции Крупки, налёт на немецкий гарнизон в Выдрице). В октябре 1942 года при выполнении боевого задания прикрывая отход сослуживцев, был ранен и попал в плен. Зверски замучен немцами. Похоронен местными жителями у деревни Черневка. Посмертно был награждён орденом Отечественной войны 1 степени.

Могила на Новодевичьем кладбище

В 1945 году перезахоронен на Новодевичьем кладбище (1 уч.). Памятник на могиле выполнил скульптор И. Рабинович.
В честь Озола названа улица в Сигулде.